# Hippity Hop
Hippity Hop là mini album đầu tiên của nhóm nhạc nữ Hàn Quốc EXID. Album đánh dấu sự trở lại của nhóm với đội hình mới. Bài hát chủ đề"I Feel Good"được viết và sản xuất bởi Shinsadong Tiger.

## Video âm nhạc
Teaser của bài hát"I Feel Good"được đăng tải vào ngày 6 tháng 8. Và MV được tung ra vào ngày 14 tháng 8 năm 2012 cùng với mini album.

## Quảng bá
Để quảng bá cho album, EXID đã biểu diễn ca khúc chủ đề trên nhiều chương trình âm nhạc. Đợt quảng bá bắt đầu từ ngày 17 tháng 8. Sân khấu đầu tiên của họ chính là sân khấu Music Bank của đài KBS phát sóng ngày 17 tháng 8 năm 2012.

## Bảng xếp hạng
Ở Hàn Quốc,"I Feel Good"xếp hạng thứ 56 ở bảng xếp hạng Gaon từ ngày 13 tháng 8. Trong tuần đầu tiên đó bài hát có 57,697 lượt tải về."I Feel Good"cũng xuất hiện trong bảng xếp hạng tháng của Gaon. Đến cuối tháng, bài hát đứng ở vị trí thứ 122 trong bảng xếp hạng tháng và có 110,103 lượt tải về. Và tính đến cuối năm 2012, thì chỉ có 150,000 lượt tải về.

## Danh sách bài hát
| Hippity Hop      | Hippity Hop                                      | Hippity Hop                         | Hippity Hop                     | Hippity Hop             | Hippity Hop |
| STT              | Nhan đề                                          | Phổ lời                             | Phổ nhạc                        | Sắp xếp                 | Thời lượng  |
| ---------------- | ------------------------------------------------ | ----------------------------------- | ------------------------------- | ----------------------- | ----------- |
| 1.               | "Better Together" (하나 보단 둘; Hana Bodan Dul) | Ji-in, Won-taek, LE                 | Ji-in, Won-taek                 | Shinsadong Tiger        | 3:55        |
| 2.               | ""I Feel Good""                                  | Rado, Ye-Yo, LE                     | Rado, Ye-Yo                     | Shinsadong Tiger        | 3:28        |
| 3.               | "Every Night" (전화벨; Jeonhwabel)               | LE                                  | Shinsadong Tiger, LE            | Shinsadong Tiger        | 3:52        |
| 4.               | "Think About"                                    | Joker, Kim Tae-joo, LE              | Joker, Kim Tae-joo              | Shinsadong Tiger        | 3:43        |
| 5.               | "Whoz That Girl" (Part 2)                        | Shinsadong Tiger, Choi Gyu-sung, LE | Shinsadong Tiger, Choi Gyu-sung | Shinsadong Tiger, Issac | 3:46        |
| 6.               | "I Feel Good" (R.Tee Remix)                      | Rado, Ye-Yo, LE                     | Rado, Ye-Yo                     | Shinsadong Tiger, R.Tee | 5:00        |
| Tổng thời lượng: | Tổng thời lượng:                                 | Tổng thời lượng:                    | Tổng thời lượng:                | Tổng thời lượng:        | 22:24       |

## Bảng xếp hạng
| BXH              | Thứ hạng cao nhất |
| ---------------- | ----------------- |
| Gaon Album Chart | 13                |

### Doanh số
| Chart                | Amount |
| -------------------- | ------ |
| Dianh số vật lý Gaon | 1,500+ |

## Credits và tham gia
- Shinsadong Tiger – Giám đốc sản xuất và thu âm
- Heo Sol-ji - Hát
- Ahn Hee-yeon - Hát
- Ahn Hyo-jin - Hát, rap
- Seo Hye-rin - Hát
- Park Jung-hwa - Hát

## Lịch sử phát hành
| Quốc gia | Ngày                | Định dạng       | Hãng             |
| -------- | ------------------- | --------------- | ---------------- |
| Hàn Quốc | 13 tháng 8 năm 2012 | CD, tải nhạc số | AB Entertainment |
| Toàn cầu | 13 tháng 8 năm 2012 | Tải nhạc số     | AB Entertainment |